# 馬克·奧克蘭
馬克·奧克蘭（英語：Marc Okrand，/ˈoʊkrænd/，1948年7月3日—）是一名美國語言學家。他的專業工作是研究美洲原住民語言，因創造《星艦奇航記》科幻小說系列中的克林貢語而知名。

## 職業生涯
作為語言學家，奧克蘭從事美洲原住民語言研究。1970年，他獲得加利福尼亞大學聖塔克魯茲分校語言學學士學位。他於1977年在加利福尼亞大學柏克萊分校完成的博士論文研究的是穆特森語的語法，這是一種以前在加州中北部沿海地區使用的已滅絕的奧隆語。他的論文由語言學先驅瑪莉·哈斯指導。1975年至1978年，他在加利福尼亞大學聖塔芭芭拉分校教授本科語言學課程，1978年在華盛頓特區的史密森尼學會從事博士後研究。
之後，奧克蘭在美國國家字幕研究所工作，為有聽力障礙的電視觀眾開發了第一個隱藏字幕系統。直到2013年退休前，奧克蘭一直擔任國家字幕研究所現場字幕總監之一，並擔任維吉尼亞州阿靈頓郡WSC Avant Bard（前身為華盛頓莎士比亞劇團）董事會主席，該劇團計劃於2010年上演「克林貢語莎士比亞之夜」。

### 《星艦奇航記》
1982年，在為奧斯卡頒獎典禮協調隱藏字幕時，奧克蘭遇到了電影《星际旅行II：可汗怒吼》的製片人。他的第一項工作是為《星际旅行II：可汗怒吼》中的瓦肯語對白配音，因為當時已經拍攝了演員用英語對話的鏡頭。之後，派拉蒙影業聘請他開發克林貢語，並指導演員在《星际旅行III：石破天惊》、《星际旅行V：终极先锋》和《星际旅行VI：未来之城》中使用克林貢語。後來，奧克蘭又受聘為2009年的電影創作羅慕倫語和瓦肯語對白，但這些台詞在最終上映時被刪除了。他也參與了的製作，但僅限於後製。
奧克蘭著有三本關於克林貢語的書籍——《克林貢語詞典》（1985年首次出版，1992年修訂擴大版）、《克林貢語之道》（1996年）和《銀河旅行者的克林貢語》（1997年），以及兩門音頻課程：《克林貢語會話》（1992年）和《克林貢語力量》（1993年）。他還合著了一部克林貢語歌劇《ʼuʼ》的劇本，該劇將於2010年9月在海牙首演。他講克林貢語，但指出其他人講得更流利。
2018年，他為第二季中的凱爾皮恩人開發語言（首次出現在《短途迷航》第三集「最亮的星星」中）。

### 《亚特兰蒂斯：失落的帝国》
2001年，奧克蘭為迪士尼電影《亚特兰蒂斯：失落的帝国》創作了亞特蘭提斯語。他也被用作主角角色設計的早期面部模型。

## 備註
1. ↑  標題ʼuʼ有三個字母--ʼuʼ--，而不是單引號之間的字母。撇號是克林貢語正字法中的一個字母，表示聲門塞音。

## 外部連結
- 馬克·奧克蘭在互联网电影资料库（IMDb）上的資料（英文）
- Interview with Marc Okrand （页面存档备份，存于） in the Wall Street Journal